# Francisco Facello
Francisco Fabián Facello (Cosquín, 11 gennaio 2003) è un calciatore argentino, difensore del Godoy Cruz in prestito dal Belgrano.

## Caratteristiche tecniche
È un terzino destro.

## Carriera
Facello è cresciuto nel settore giovanile del Belgrano, con cui ha firmato il suo primo contratto professionistico il 17 febbraio 2023. Ha debuttato in prima squadra il 29 luglio seguente nell'incontro di Copa de la Liga Profesional pareggiato 0-0 contro il Rosario Central.

## Statistiche

### Presenze e reti nei club
Statistiche aggiornate al 19 agosto 2024.
| Stagione        | Squadra         | Campionato      | Campionato | Campionato | Coppe nazionali | Coppe nazionali | Coppe nazionali | Coppe continentali | Coppe continentali | Coppe continentali | Altre coppe | Altre coppe | Altre coppe | Totale | Totale | Totale |
| Stagione        | Squadra         | Comp            | Pres       | Reti       | Comp            | Pres            | Reti            | Comp               | Pres               | Reti               | Comp        | Pres        | Reti        | Pres   | Reti   |        |
| --------------- | --------------- | --------------- | ---------- | ---------- | --------------- | --------------- | --------------- | ------------------ | ------------------ | ------------------ | ----------- | ----------- | ----------- | ------ | ------ | ------ |
| 2023            | Belgrano        | PD              | 1          | 0          | CA+CdL          | 2+6             | 0               |                    | -                  | -                  |             | -           | -           | 9      | 0      |        |
| 2024            | Belgrano        | PD              | 4          | 0          | CA+CdL          | 0+3             | 0               | CS                 | 2                  | 0                  |             | -           | -           | 9      | 0      |        |
| Totale carriera | Totale carriera | Totale carriera | 5          | 0          |                 | 11              | 0               |                    | 2                  | 0                  |             | -           | -           | 18     | 0      |        |